# Campeonato Mundial de Ciclocrós de 2007
El LVIII Campeonato Mundial de Ciclocrós se celebró en Hooglede-Gits (Bélgica) el 28 de enero de 2007 bajo la organización de la Unión Ciclista Internacional (UCI) y la Federación Belga de Ciclismo.

## Medallistas
| Evento    | Oro                       | Plata                            | Bronce                     |
| --------- | ------------------------- | -------------------------------- | -------------------------- |
| Masculino | Erwin Vervecken · Bélgica | Jonathan Page Estados Unidos     | Enrico Franzoi · Italia    |
| Femenino  | Maryline Salvetat Francia | Katherine Compton Estados Unidos | Laurence Leboucher Francia |

### Masculino
| Puesto            | Ciclista            | País           | Tiempo  |
| ----------------- | ------------------- | -------------- | ------- |
| Medalla de oro    | Erwin Vervecken     | Bélgica        | 1:05:35 |
| Medalla de plata  | Jonathan Page       | Estados Unidos | 1:05:38 |
| Medalla de bronce | Enrico Franzoi      | Italia         | 1:05:51 |
| 4                 | Bart Wellens        | Bélgica        | 1:06:00 |
| 5                 | Kevin Pauwels       | Bélgica        | 1:06:07 |
| 6                 | Richard Groenendaal | Países Bajos   | 1:06:10 |
| 7                 | Gerben de Knegt     | Países Bajos   | 1:06:47 |
| 8                 | John Gadret         | Francia        | 1:07:01 |

### Femenino
| Puesto            | Ciclista                 | País           | Tiempo |
| ----------------- | ------------------------ | -------------- | ------ |
| Medalla de oro    | Maryline Salvetat        | Francia        | 42:57  |
| Medalla de plata  | Katherine Compton        | Estados Unidos | 42:58  |
| Medalla de bronce | Laurence Leboucher       | Francia        | 43:06  |
| 4                 | Daphny van den Brand     | Países Bajos   | 43:28  |
| 5                 | Hanka Kupfernagel        | Alemania       | 43:38  |
| 6                 | Christel Ferrier-Bruneau | Francia        | 43:40  |
| 7                 | Marianne Vos             | Países Bajos   | 44:09  |
| 8                 | Birgit Hollmann          | Alemania       | 44:30  |